# La Guiche
Pour l’article homonyme, voir Famille de La Guiche.
La Guiche est une commune française située dans le département de Saône-et-Loire, en région Bourgogne-Franche-Comté.

## Géographie
La Guiche est une commune située dans la région naturelle du Charolais. Sa position en Saône-et-Loire est centrale. Les paysages de la commune se composent de prairies de pâture pour bovins et de forêts mixtes. Plusieurs ruisseaux prennent leur source à la Guiche pour se jeter plus à l'ouest dans l'Arconce, à l'image de la Recordaine.

### Climat
Pour des articles plus généraux, voir Climat de la Bourgogne-Franche-Comté et Climat de Saône-et-Loire.
En 2010, le climat de la commune est de type climat océanique dégradé des plaines du Centre et du Nord, selon une étude du Centre national de la recherche scientifique s'appuyant sur une série de données couvrant la période 1971-2000. En 2020, Météo-France publie une typologie des climats de la France métropolitaine dans laquelle la commune est exposée à un climat océanique altéré et est dans la région climatique Centre et contreforts nord du Massif Central, caractérisée par un air sec en été et un bon ensoleillement.
Pour la période 1971-2000, la température annuelle moyenne est de 10,2 °C, avec une amplitude thermique annuelle de 16,5 °C. Le cumul annuel moyen de précipitations est de 961 mm, avec 11,5 jours de précipitations en janvier et 7,5 jours en juillet. Pour la période 1991-2020, la température moyenne annuelle observée sur la station météorologique installée sur la commune est de 10,9 °C et le cumul annuel moyen de précipitations est de 963,4 mm. 
La température maximale relevée sur cette station est de 39,3 °C, atteinte le 25 juillet 2019 ; la température minimale est de −19,5 °C, atteinte le 16 janvier 1985,,.
| Mois                                  | jan.             | fév.           | mars           | avril         | mai           | juin          | jui.          | août          | sep.          | oct.            | nov.             | déc.            | année      |
| ------------------------------------- | ---------------- | -------------- | -------------- | ------------- | ------------- | ------------- | ------------- | ------------- | ------------- | --------------- | ---------------- | --------------- | ---------- |
| Température minimale moyenne (°C)     | −0,3             | −0,4           | 2,2            | 4,7           | 8,7           | 12,1          | 13,9          | 13,7          | 10,3          | 7,2             | 3,1              | 0,6             | 6,3        |
| Température moyenne (°C)              | 2,5              | 3,3            | 6,9            | 10            | 14            | 17,7          | 19,7          | 19,6          | 15,6          | 11,3            | 6,3              | 3,4             | 10,9       |
| Température maximale moyenne (°C)     | 5,3              | 6,9            | 11,6           | 15,3          | 19,3          | 23,2          | 25,5          | 25,5          | 21            | 15,4            | 9,6              | 6,1             | 15,4       |
| Record de froid (°C) date du record   | −19,5 16.01.1985 | −15,5 05.02.12 | −15,7 01.03.05 | −6,3 08.04.03 | −1,2 16.05.16 | 3 03.06.06    | 5,4 30.07.15  | 3,4 26.08.18  | 0,2 25.09.02  | −6 31.10.1997   | −10,9 28.11.1985 | −16,1 20.12.09  | −19,5 1985 |
| Record de chaleur (°C) date du record | 17,9 30.01.13    | 20,4 27.02.19  | 23 19.03.05    | 28,7 25.04.07 | 32,1 25.05.09 | 36,4 27.06.19 | 39,3 25.07.19 | 38,6 12.08.03 | 34,3 14.09.20 | 28,1 01.10.1985 | 22 07.11.15      | 18,2 16.12.1989 | 39,3 2019  |
| Précipitations (mm)                   | 80,1             | 64             | 67,8           | 70,3          | 91,8          | 80,1          | 75,9          | 78            | 72,7          | 90,4            | 101,9            | 90,4            | 963,4      |

| Diagramme climatique                                  |           |             |             |             |              |              |            |            |             |             |            |
| J                                                     | F         | M           | A           | M           | J            | J            | A          | S          | O           | N           | D          |
| 5,3−0,380,1                                           | 6,9−0,464 | 11,62,267,8 | 15,34,770,3 | 19,38,791,8 | 23,212,180,1 | 25,513,975,9 | 25,513,778 | 2110,372,7 | 15,47,290,4 | 9,63,1101,9 | 6,10,690,4 |
| Moyennes : • Temp. maxi et mini °C • Précipitation mm |           |             |             |             |              |              |            |            |             |             |            |

Les paramètres climatiques de la commune ont été estimés pour le milieu du siècle (2041-2070) selon différents scénarios d'émission de gaz à effet de serre à partir des nouvelles projections climatiques de référence DRIAS-2020. Ils sont consultables sur un site dédié publié par Météo-France en novembre 2022.

## Urbanisme

### Typologie
Au 1er janvier 2024, La Guiche est catégorisée commune rurale à habitat dispersé, selon la nouvelle grille communale de densité à sept niveaux définie par l'Insee en 2022.
Elle est située hors unité urbaine et hors attraction des villes,.

### Occupation des sols
L'occupation des sols de la commune, telle qu'elle ressort de la base de données européenne d’occupation biophysique des sols Corine Land Cover (CLC), est marquée par l'importance des territoires agricoles (77,4 % en 2018), une proportion identique à celle de 1990 (77,4 %). La répartition détaillée en 2018 est la suivante : prairies (52,8 %), zones agricoles hétérogènes (24,6 %), forêts (20,2 %), zones urbanisées (2,4 %). L'évolution de l’occupation des sols de la commune et de ses infrastructures peut être observée sur les différentes représentations cartographiques du territoire : la carte de Cassini (XVIIIe siècle), la carte d'état-major (1820-1866) et les cartes ou photos aériennes de l'IGN pour la période actuelle (1950 à aujourd'hui).

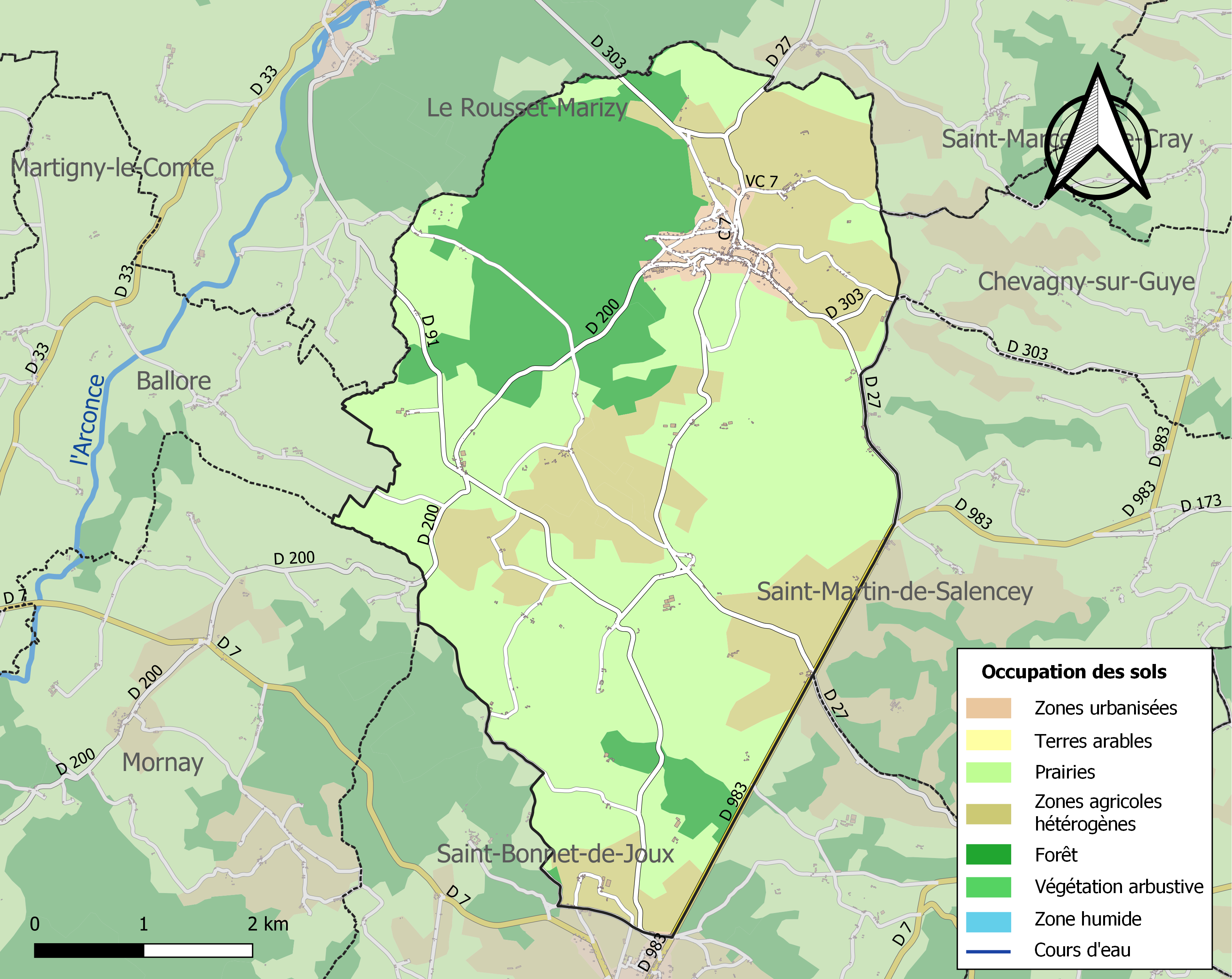
Carte des infrastructures et de l'occupation des sols de la commune en 2018 (CLC).

## Toponymie
Avant la Révolution, La Guiche était une dépendance de la paroisse de Champvent. La commune de Champvent a été réunie à La Guiche en l'an X.
Le nom  a une étymologie incertaine. Il pourrait s'agir, selon E. Nègre (cf. Bibliographie), de l'oïl guige ou guiche au sens de « courroie », « ruban » pour rappeler la forme allongée du village ou bien, selon A. Dauzat & C. Rostaing (id.), d'un guichet au sens de recoin, passage étroit.

## Histoire
Au moment de la Révolution, le hameau de Champvent, qui fut longtemps paroisse alternative de Saint-Bonnet-de-Joux, fut définitivement rattaché à La Guiche. Il s'ensuivit que la commune porta provisoirement le nom de Champvent. Le 2 février 1790, la Guiche avait été nommée chef-lieu de canton. Un statut confirmé le 10 frimaire an X, et qui dura jusqu'en 2015. C'est aussi en l'an X que le siège de la paroisse de Champvent fut transféré à La Guiche sous le nom de La Guiche et Champvent.

### Héraldique
| Blason de Guiche (La) | Blason  | De sinople au sautoir d'or.                                                                       |
| Blason de Guiche (La) | Détails | Ces armes sont celles de la famille de Laguiche. Le statut officiel du blason reste à déterminer. |

## Politique et administration
| Période                                  | Période   | Identité         | Étiquette        | Qualité                                               |
| ---------------------------------------- | --------- | ---------------- | ---------------- | ----------------------------------------------------- |
| avant 1951                               | ?         | Georges Prévot   | SFIO             | Retraité                                              |
| 1965                                     | 1995      | Armand Aubague   | FGDS-PS puis UDF | Conseiller général du canton de La Guiche (1967-1998) |
| juin 1995                                | mars 2014 | Christian Bonnot | SE               | Maire                                                 |
| mars 2014                                | juin 2020 | Jean Monavon     |                  | Maire                                                 |
| juin 2020                                | En cours  | Jocelyne Mollet  |                  | Maire                                                 |
| Les données manquantes sont à compléter. |           |                  |                  |                                                       |

## Démographie
L'évolution du nombre d'habitants est connue à travers les recensements de la population effectués dans la commune depuis 1793. Pour les communes de moins de 10 000 habitants, une enquête de recensement portant sur toute la population est réalisée tous les cinq ans, les populations de référence des années intermédiaires étant quant à elles estimées par interpolation ou extrapolation. Pour la commune, le premier recensement exhaustif entrant dans le cadre du nouveau dispositif a été réalisé en 2006.

En 2022, la commune comptait 598 habitants, en évolution de −3,7 % par rapport à 2016 (Saône-et-Loire : −1,06 %, France hors Mayotte : +2,11 %).
| 1793 | 1800  | 1806 | 1821 | 1831 | 1836 | 1841 | 1846 | 1851 |
| ---- | ----- | ---- | ---- | ---- | ---- | ---- | ---- | ---- |
| 992  | 1 047 | 963  | 946  | 958  | 947  | 964  | 946  | 936  |

| 1856 | 1861 | 1866 | 1872 | 1876 | 1881 | 1886 | 1891 | 1896 |
| ---- | ---- | ---- | ---- | ---- | ---- | ---- | ---- | ---- |
| 879  | 930  | 911  | 895  | 892  | 932  | 940  | 941  | 933  |

| 1901 | 1906 | 1911 | 1921  | 1926  | 1931  | 1936 | 1946  | 1954  |
| ---- | ---- | ---- | ----- | ----- | ----- | ---- | ----- | ----- |
| 947  | 963  | 897  | 1 037 | 1 049 | 1 026 | 998  | 1 008 | 1 015 |

| 1962 | 1968 | 1975 | 1982 | 1990 | 1999 | 2006 | 2011 | 2016 |
| ---- | ---- | ---- | ---- | ---- | ---- | ---- | ---- | ---- |
| 833  | 826  | 798  | 663  | 657  | 645  | 629  | 609  | 621  |

| 2021 | 2022 | - | - | - | - | - | - | - |
| ---- | ---- | - | - | - | - | - | - | - |
| 609  | 598  | - | - | - | - | - | - | - |

## Culture locale et patrimoine
- Le château de Champvent.

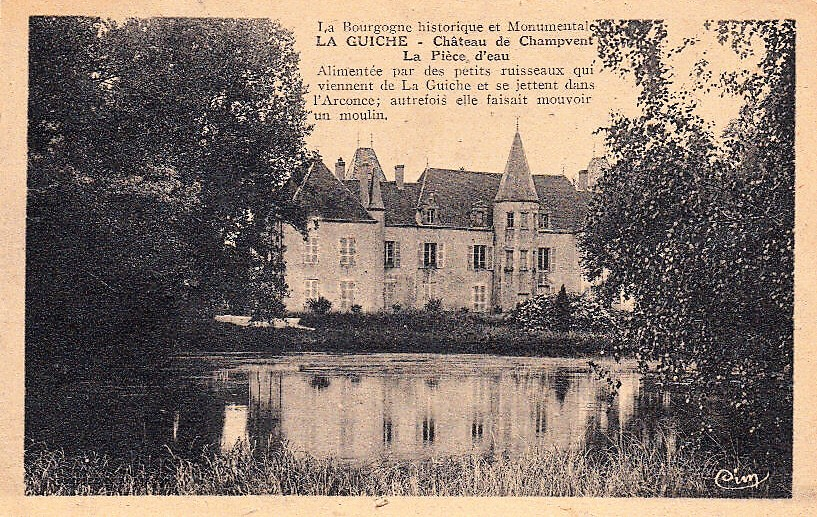
Château de Champvent.

- L'église, qui est l'ancienne église du couvent des Minimes de Saint-François-de-Paule fondé en 1614 par la veuve de Philibert de Laguiche, gouverneur du Lyonnais et grand maître de l'artillerie de France, édifice qui renferme, notamment, le tombeau de Louis de Valois, duc d'Angoulême (1596-1653)[18],[19]. Dans son clocher se trouve une cloche ayant été fondue en 1905 (à partir du métal de la précédente cloche, qui s'était fêlée quelques mois plus tôt).
- Un ancien sanatorium départemental dont la construction débuta dès 1918, déployant une façade longue de 125 mètres[20].

## Sport
- L'Union Sportive Saint Bonnet la Guiche (USBG),club de football né en 1960 lors de la fusion des clubs de Saint-Bonnet-de-Joux et La Guiche[réf. nécessaire]

## Personnalités liées à la commune
- Maison de La Guiche.
- Claude Bailly, inventeur d'un système de roue libre au début du XXe siècle[21].
- Pierre-Joseph Pézerat (1801-1872), architecte de la cour impériale du Brésil, puis architecte à Lisbonne.
- Sébastien Pocheron, curé de Champvent, a été élu en 1789 aux États généraux par le clergé du bailliage de Charolles.
- Félix Renaud président de la Cour des comptes, né à La Guiche et enterré dans la commune.

## Pour approfondir